# ケスラー姉妹

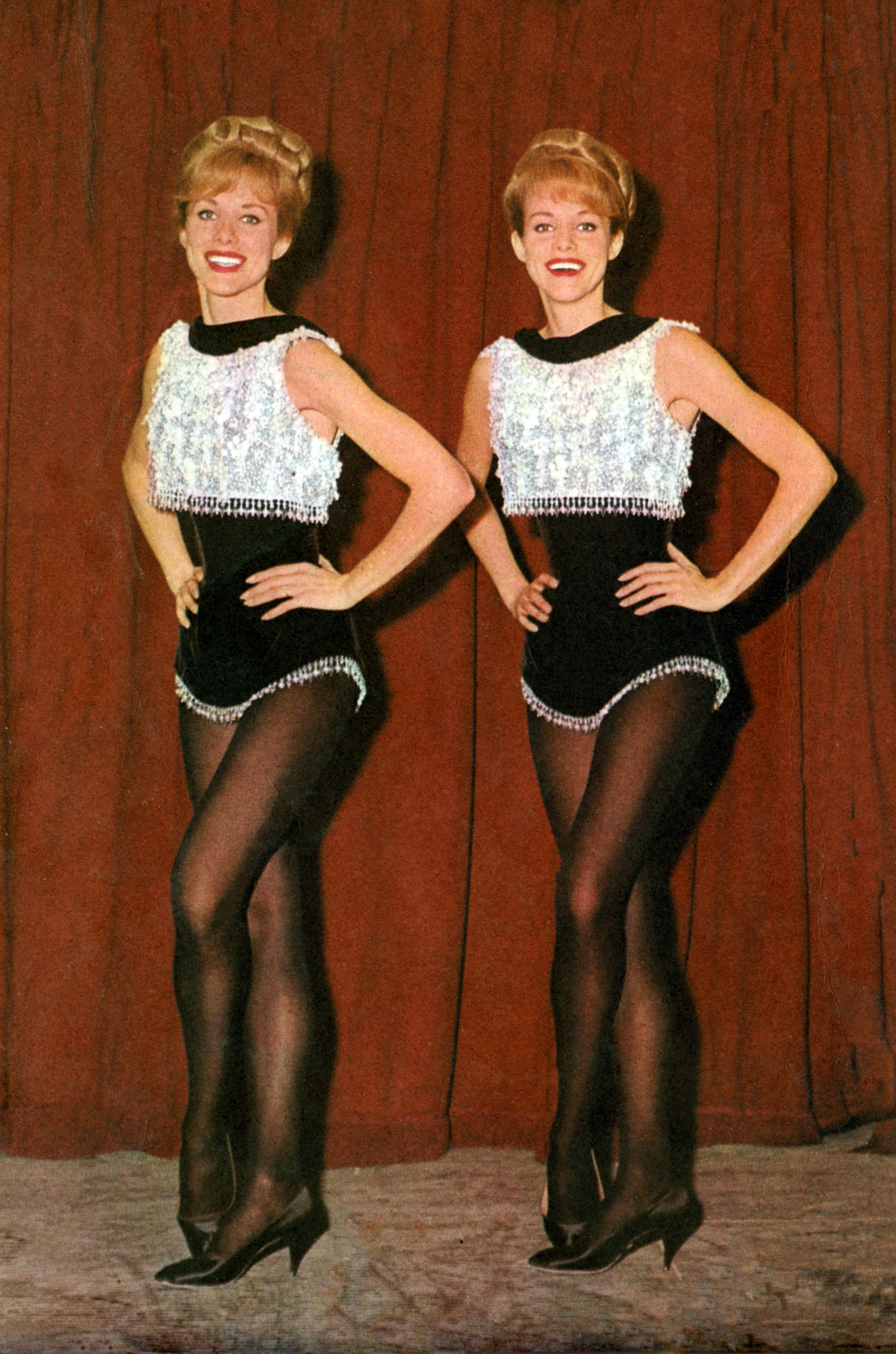
ケスラー姉妹(1965年、イタリア誌『TV Sorrisi e Canzoni』)

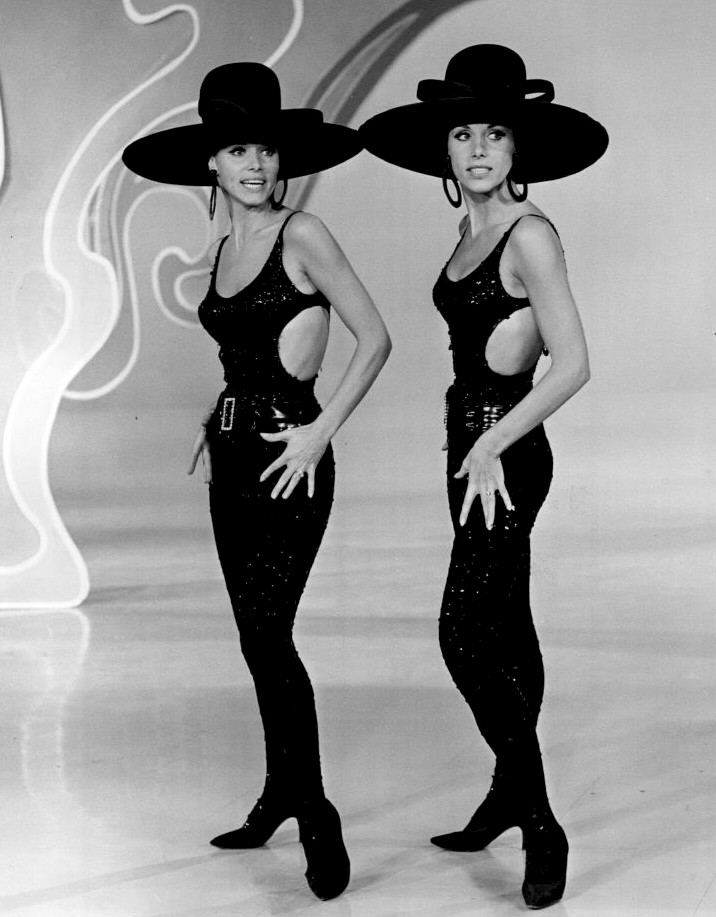
ケスラー姉妹(1966年、アメリカのテレビ番組『ダニー・ケイ・ショー』)

ケスラー姉妹（ケスラーしまい、独: Die Kessler-Zwillinge、1936年8月20日 - ）とは、アリス・ケスラー（Alice Kessler）とエレン・ケスラー（Ellen Kessler）の双子の姉妹から成る歌手、ダンサー、女優のデュオ。1950年代、60年代から現在までヨーロッパ、とくにドイツとイタリアで活躍。
アメリカ合衆国ではあまり知られていないが、1963年公開の映画『ソドムとゴモラ』にダンサーとして出演し、同年の『ライフ』誌の表紙を飾ったことがある。
ケスラーシスターズとして石井好子のプロモーションで来日公演を行った。

## 経歴
1936年、ネルハウ（ドイツ国、戦後は東ドイツ）の生まれ。父親パウル、母親エルザ。6歳からバレエを習い始め、11歳でライプツィヒ歌劇場の児童バレエ・プログラムに参加する。18歳になった時、両親が観光ビザを使って西ドイツに亡命。姉妹はデュッセルドルフのレヴュー劇場「パラジウム」の舞台に立つ。1955年から1960年にかけてフランスのキャバレー「リド」に出演、その間、1959年にはユーロビジョン・ソング・コンテスト1959に西ドイツ代表として出場、『Heute Abend wollen wir tanzen geh'n』を歌い8位となった。
1960年にイタリアに活躍の場を移す。徐々に熟女路線への変更を求められ、40歳でイタリアの『プレイボーイ』の表紙に登場、ヌードも披露した。
1986年、ドイツに戻り、現在はグリューンヴァルト在住。
ショービジネスを通じてドイツとイタリアの友好を発展させたことに対して、両国政府から2つの賞を受賞している。

## 作品

### 音楽
- ハートが恋しちゃう/レット・キッスでキッスしてね（日本） - ジャケットの表記はケスラー姉妹

### 映画
- 乞食学生 Der Bettelstudent (1956、西ドイツ)
- Der Graf von Luxemburg (1957、西ドイツ)
- Gräfin Mariza (1958、西ドイツ)
- Les Magiciennes (1960、フランス) -　主演
- フランス女性と恋愛 La française et l'amour (1960、フランス)
- バイキングの復讐 Erik the Conqueror (1961、イタリア=フランス)
- Der Vogelhändler' (1962、西ドイツ)
- ソドムとゴモラ Sodom and Gomorrah (1962)
- Hochzeitsnacht im Paradies (1962、オーストリア)
- 木曜日 Il giovedì (1963、イタリア)
- Die Tote von Beverly Hills (1964、西ドイツ)